# Gustavo Ott
Gustavo Alfonso Ott Ramírez (Caracas, 14 de enero de 1963) es un dramaturgo, novelista y periodista venezolano. Desde 2024 es el director Artístico de Gala Theatre en Washington D. C. También ha sido Director Artístico Ejecutivo de Teatro Dallas (2023) y del Teatro San Martín de Caracas (1993-2014)

## Biografía de Gustavo Ott
Gustavo Ott es el hijo menor de Félida Ramírez Andrade y Piere Gustavo Ott Tovar. Vivió su niñez y adolescencia entre El Paraíso, Caracas, y el pueblo de El Tocuyo, Edo. Lara, al que hace referencia en piezas y novelas como Santa Rita.     
Estudió en el Liceo de Aplicación de Caracas y en 1991 se graduó de Licenciado en Comunicación Social de la Universidad Católica Andrés Bello. Durante sus primeros años de estudio en la UCAB, conoció al dramaturgo Rodolfo Santana, quien lo introdujo en la escritura dramática y con quién sostendrá una gran amistad y vínculos creativos durante treinta años. En 1982 viaja a Londres y permanece en la ciudad hasta 1987. Allí trabajó como acomodador y mesero en teatros como The Palace y National Theatre. Luego se muda a Madrid, donde estudia dirección escénica y dramaturgia con Fermín Cabal en el Centro Nacional de Nuevas Tendencias Escénicas de Lavapiés.     
En 1988 regresa a Caracas y trabaja como periodista en El Nuevo País (1988-1989), El Globo (1990), El Nacional (1991-1993) y la Agencia EFE (1992).

## Primeras piezas
Inicia su actividad teatral con el grupo Textoteatro, creado en 1988. Ese mismo año publica su libro Teatro 5 (1988) contentivo de obras como Los Peces crecen con la Luna (1982), retrato sobre la corrupción, la impunidad y la destrucción moral de una nación; Sucede que soy horrible (1983) sobre el descalabro de una familia por la corupción; El Siglo de las Luces (1986) sobre la relación entre el deseo y el abandono; Passport (1988) pieza sobre la pérdida de identidad, la arbitrariedad y la incomunicación; y Pavlov; 2 Segundos antes del Crimen (1988) thriller sobre el crimen como reflejo condicionado. Sin embargo, su presentación en escena fue con la comedia Divorciadas Evangélicas y Vegetarianas (1989). A este suceso le siguieron otras comedias como Apostando a Elisa (1990) y Cielito Lindo (1990).
Comenzando los 90 presentó piezas sociales para el gran público como Nunca dije que era una Niña Buena (1991), sobre pandillas y violencia juvenil; Ocho días de engaño (Linda Gatita, 1992), comedia sobre dos culturas que desconfían una de la otra. En 1992 restaura, junto a José Domínguez y Orlando Canónico, el Teatro San Martín de Caracas (TSMC), institución en la que además estrenará varias de sus piezas.  

## Obras del macabro
En 1997 inicia un grupo de obras teatrales llamadas del estilo macabro latinoamericano que integran: Comegato (1996) Fotomatón (1997) monólogo-autopsia del alma latinoamericana, 80 Dientes, 4 Metros y 200 Kilos (1997) obra épica sobre el tema de la culpa, Tres Esqueletos y Medio (1998) sobre el encuentro macabro entre el pasado trascendente y el presente criminal y Miss (1999) que cuenta la historia de un país como una cruenta ambición. De este grupo de cinco piezas, cuatro fueron dirigidas por el mismo autor y todas presentadas en el TSMC. Estas obras marcaron una considerable distancia con su trabajo anterior que hasta entonces fueron piezas de suspenso, absurdo y comedias, mientras que las Obras del Macabro, poseen un estilo particular con énfasis en el lenguaje-acción, ritmos rápidos, estructuras simétricas, juegos con el tiempo, lenguaje coloquial que despega a niveles poéticos, guiños al espectador con personajes que se dirigen al público, todo manteniendo el uso del humor.

## Poético y político
Y si bien, iniciando el siglo XXI, Ott estrena en francés el monólogo Bandolero y Malasangre (2000), el momento crucial de su creación por esos años lo escala la Casa de América de Madrid cuando edita Dos amores y un bicho (2002), obra que parece ser el inicio de lo que será una tercera etapa del autor. Este momento se consolida en 2004 cuando dos teatros, el Cuyás en Canarias y el Centro Latinoamericano de Creación e Investigación Teatral (celcit) de Buenos Aires, estrenan una de sus obras más importantes y representadas: Tu ternura molotov. La relación entre Dos amores y un bicho y Tu ternura molotov es clara tanto en la técnica de construcción como en sus temas generales. En particular, podría advertirse que se trata de dos obras políticas y al tiempo poéticas donde se exploran las ideas del fascismo cotidiano, la manipulación política y la intolerancia, ejes que luego volveremos a encontrar en forma de comedia en Pony (2006) y muy especialmente en 120 vidas x minuto (2006), historia que funciona como una inmensa metáfora sobre el fracaso de un país. A esa misma etapa puede a incluirse Chat (2007), una de sus obras más contundentes sobre el perverso colectivo y el poder en la era Internet. Estas cinco piezas, de lo que podríamos llamar el Poético Político, constituyen una tercera etapa en la que Ott dibuja líneas de conexión entre temas y personajes profundos y diversos que navegan en contradicciones sociales peligrosas con una carga simbólica poderosa.  
En 2006 gana otra residencia artística, esta vez en Paris, en la Residence Internationale Aux Recollets, lo que le ayuda a mantenerse escribiendo y adentrarse en la narrativa con su primera novela, Yo no sé matar pero voy a aprender, con la que quedaría finalista en el Premio Azorín de España. Esa relación creativa intensa entre residencias literarias y obras la repite en 2009 cuando gana una tercera residencia artística, esta vez en la Cité Internationale des Arts de Paris. Allí, de nuevo escribe otra novela, Ella no merece ninguna piedad (El Gordo que vuela), que recibiría luego el Premio de Novela Salvador Garmendia 2013 en Venezuela.

## Obras históricas
En el año 2009 el Teatro Gala de Washington presenta Momia en el Closet: El cadáver inquieto de Eva Perón, ese mismo año en la Universidad de la Ciudad de Nueva York (cuny), lleva escena Señorita y Madame. Así, Ott crea una serie de obras basadas en personajes o hechos históricos. Se trata de siete piezas épicas definidas por el autor como "una cuarta pared con ventanas, un Brecht cercano, buscando en hechos reales su carácter inverosímil, es decir, una metáfora mayor. A este grupo, además de Momia en el closet, (Eva Perón) y Señorita y Madame (Helena Rubinstein/Elizabeth Arden), podemos agregar otras cinco piezas: Juanita Claxton (2007, Huracán Katrina); Lírica (2010, crimen en la escuela San Martín, Caracas); Tres noches para cinco perros (2010, Explosión de una plataforma petrolera en el Golfo de México); y El Hombre más aburrido del mundo (2012, espía Garbo, el teatro salva al mundo). También podemos sumar en esta etapa épica otra pieza escrita con anterioridad, en 2002, pero publicada en 2008 por la Asociación de Autores de Teatro de España: Monstruos en el closet, ogros bajo la cama (dos torres dialogan en medio del atentaro del 11 de Septiembre)

## Obra utópica
En 2013 Ott viaja a los EE.UU y estrena Cinco minutos sin respirar, otra de sus obras más representadas, con la que parece comenzar un nuevo período en el que, si bien continúan sus historias claras, a veces sencillas y con humor, explorando distintos géneros, ahora aparece también un nuevo tipo de poesía que se nutre de la ciencia, la filosofía o del utopismo, y que podemos llamar Pospoético Utópico. Se trata de piezas muy al estilo del anterior Poético Político, aunque aquí  Ott presenta estructuras más geométricas, elaboradas, con personajes cotidianos y al tiempo capaces de recrear una nueva realidad. En las piezas de este período el lenguaje trata de personajes que hablan como hablan pero también como deberían hacerlo. A este ciclo pertenecen, además de Cinco minutos…, obras como A un átomo de distancia (2015), Notará que llevo un arma (2016), Joder (2016), y una comedia, género que parece no puede faltar en ninguna de las etapas de Ott, Peludas en el cielo (2016).      
En 2017 publica su tercera novela, esta vez de género negro, La lista de mis enemigas mortales y estrena, simultáneamente en Caracas y Washington D. C., una nueva comedia, La foto. En 2018 vuelve a tener dos estrenos paralelos, esta vez en Costa Rica y Chicago, con Brutality, primera obra de un proyecto del mismo nombre que integrarán luego otras tres piezas:  La muerte de un don nadie (Brutality II), Divorcio (Proyecto  rBrutality III); y otra comedia, Las 22 Bodas de Hugo Múltiple (2019, Proyecto Brutality IV). 
En 2019 Ott regresa al monólogo con Nosotras nos entendemos, que abrió ese año en el Teatro Círculo de Nueva York y en 2020 Ott publica su cuarta novela, esta vez una historia romántico/política: Feroz amiga mía. También publica otra comedia, La Rara; y escribe Todas las películas hablan de mí. Ese año estrena La lengua del pájaro carpintero.
En 2021 publica su quinta novela, Droga caníbal.

## Obras Teatrales[1]
| Obras                                      | Fecha |
| ------------------------------------------ | ----- |
| Los peces crecen con la luna               | 1982  |
| Sucede que soy horrible                    | 1983  |
| Pavlov: 2 segundos antes del crimen        | 1986  |
| El siglo de las luces                      | 1986  |
| Passport                                   | 1988  |
| Quiéreme mucho                             | 1989  |
| Divorciadas, evangélicas & vegetarianas    | 1989  |
| Apostando a Elisa                          | 1990  |
| Cielito lindo                              | 1990  |
| Nunca dije que era una niña buena          | 1990  |
| Linda gatita (8 Días de engaño)            | 1992  |
| Gorditas                                   | 1993  |
| Corazón pornográfico                       | 1995  |
| Fotomatón                                  | 1995  |
| Fotomatón (Fútbol)                         | 1995  |
| 80 dientes, 4 metros y 200 kilos           | 1996  |
| Comegato                                   | 1997  |
| Tres esqueletos y medios                   | 1997  |
| Miss                                       | 1999  |
| Bandolero y malasangre                     | 2000  |
| Monstruos en el closet, ogros bajo la cama | 2001  |
| Dos amores y un bicho                      | 2001  |
| Tu ternura molotov                         | 2002  |
| Pony                                       | 2003  |
| Lágrimas de cocodrila                      | 2003  |
| 120 vidas x minuto                         | 2006  |
| Notará que llevo un arma                   | 2007  |
| Chat                                       | 2007  |
| Juanita claxton                            | 2007  |
| Momia en el closet                         | 2008  |
| Señorita y madame                          | 2008  |
| Tres noches para cinco perros              | 2010  |
| Lírica                                     | 2010  |
| A un átomo de distancia                    | 2011  |
| El hombre más aburrido del mundo           | 2012  |
| Cinco minutos sin respirar                 | 2013  |
| Peludas en el cielo                        | 2015  |
| Joder                                      | 2015  |
| La muerte de un don nadie                  | 2016  |
| Brutality                                  | 2016  |
| La foto                                    | 2016  |
| Divorcio                                   | 2016  |
| Nosotras nos entendemos                    | 2018  |
| Las 22 bodas de hugo múltiple              | 2019  |
| La lengua del pájaro carpintero            | 2019  |
| La rara                                    | 2020  |
| Todas las películas hablan de mí           | 2020  |
| Todos vivos                                | 2020  |
| Garcita                                    | 2022  |
| Caricias equivocadas                       | 2022  |
| Después del primer beso                    | 2022  |

-

## Novelas[2]
| Novelas                                            |      |
| -------------------------------------------------- | ---- |
| Yo no sé matar pero voy a aprender                 | 2005 |
| Ella no merece ninguna piedad (El gordo que vuela) | 2010 |
| La Lista de mis enemigas mortales                  | 2017 |
| Feroz amiga mía                                    | 2020 |
| Droga caníbal                                      | 2021 |

## Premios
- Premio III Concurso de Dramaturgia Trasnocho (Venezuela, 2020) por Todas las películas hablan de mí.
- Premio de Dramaturgia 2019 IX Festival de Monólogos Teatro el Círculo de Nueva York por Nosotras nos entendemos.
- Premio Marius Gottin 2018 de ETC Caraibe/Francia a la obra no francófona por Las 22+ bodas de Hugo Múltiple.
- Premio I Concurso de Dramaturgia Trasnocho (Venezuela, 2017) por La Foto. 
- Premio Concurso Dramaturgia Hispana Aguijón Theater Company & Instituto Cervantes, Chicago, (EE.UU, 2016) por Brutality.
- Premio Apacuana de Dramaturgia Nacional (Venezuela, 2015) por Peludas en el cielo.
- Premio Luis Britto García de Literatura 2014 por Lírica.
- VIII Premio de Textos Teatrales FATEX (España, 2012) por A un átomo de distancia.
- Primer Finalista Premio Madrid Sur para Textos Teatrales (España, 2011) por Tres Noches para Cinco Perros. 
- Finalista de Nuestras Voces National Playwriting Competition 2011 Medlife/Repertorio Español, New York, con Cinco Minutos sin Respirar.
- VI Premio de Novela Salvador Garmendia (Caracas, 2011) por Ella no merece ninguna piedad.
- Tercer Premio BID de Dramaturgia “Hispanos en USA” (Washington D. C., 2010) por Juanita Claxton.
- Nominado al Premio Helen Hayes Award 2009/The Charles MacArthur Award for Outstanding New Play or Musical (EE. UU., 2009) por Momia en el Closet.
- 4ème Concours d’Écriture Théâtrale Contemporaine 2009/Prix Ville de Paris (Francia, 2009) por Señorita y Madame.
- Accésit Premio de Dramaturgia de Torreperogil (España, 2007) por Monstruos en el closet, Ogros bajo la cama.
- Premio Yakumo Festival 2007 (Japón) por Wet Dog Waiting (Bandolero y Malasangre). 
- 2.º Premio del I Concurso Nacional de Creación Contemporánea (Caracas, 2006) por 120 Vidas x Minuto.
- Finalista Premio Azorín de Novela 2006 por Yo no sé matar pero voy a aprender.
- Premio Internacional Ricardo López Aranda (España, 2003) por Tu Ternura Molotov.
- Premio Internacional de Dramaturgia Tirso de Molina (España, 1998) por 80 Dientes, 4 Metros y 200 Kilos.
- Desde 1990 ha recibido siete Premios Municipales de Teatro César Rengifo (Caracas, Venezuela): cinco como autor teatral, uno por dirección (Comegato) y otro por Musicalización (Señorita y Madame). 